# أسبار

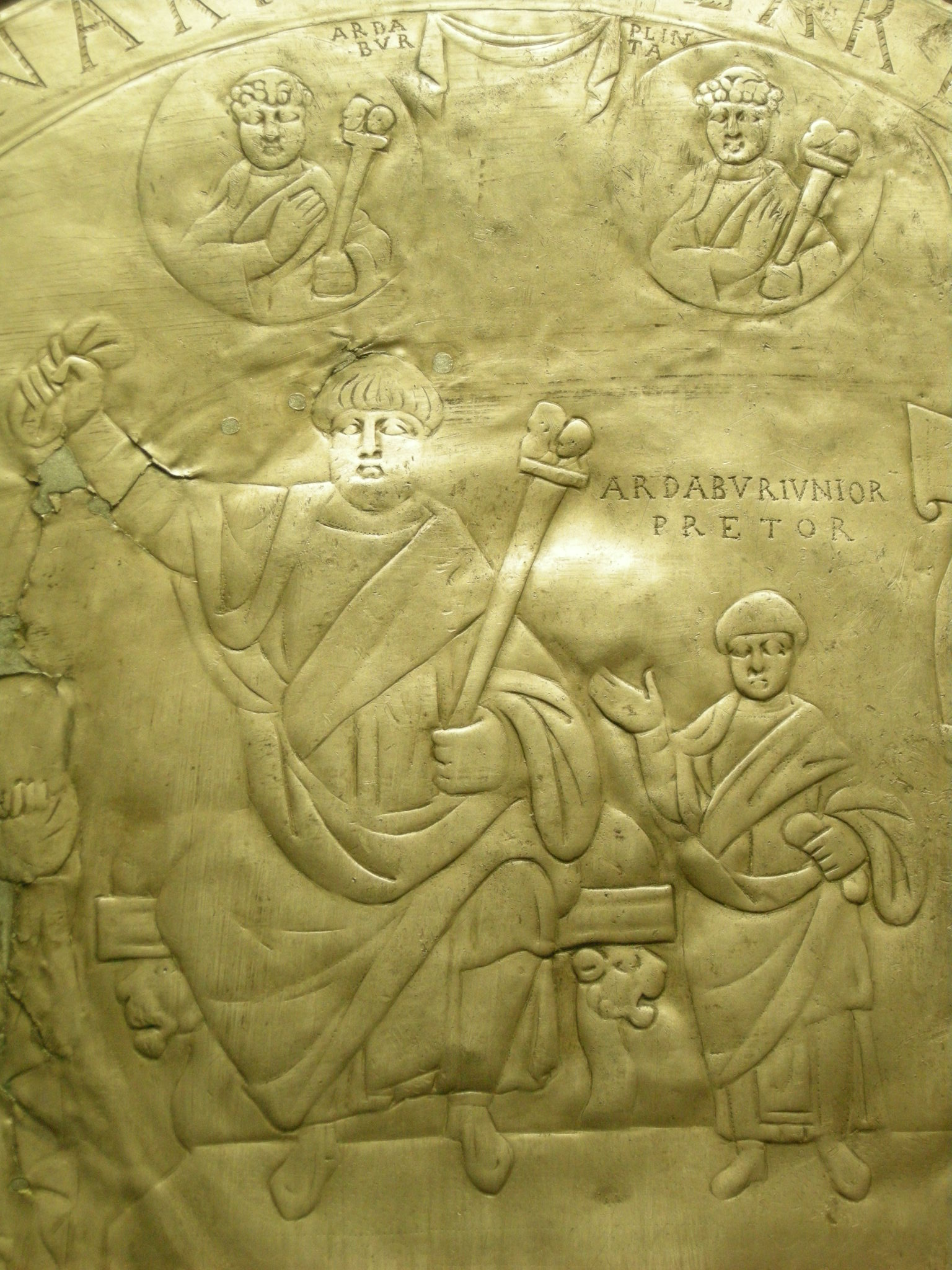
تفاصيل على ميسوريم (طبق فضي) آسبار، يصور آسبار وابنه الأكبر أردابور (Ardabur) (حوالي 434).

فلافيوس أرديابور آسبار (حوالي 400 – 471) كان أحد الرعايا الباتريكيان في روما الشرقية وقائد الجنود ("سيد الجنود") من أصل اللانس (Alans) قوطي. كجنرال الجيش الجرماني في الخدمة الرومانية، مارس آسبار نفوذًا كبيرًا على الأباطرة الرومان الشرقيين لمدة نصف قر ، من 420 حتى وفاته في 471، على ثيودوسيوس الثاني، ومارقيان وليو الأول، والذي في النهاية قتله. أدى موته إلى إنهاء الهيمنة الجرمانية على سياسة الرومان الشرقية.

## روابط خارجية
- Profile of Aspar in the Prosopography of the Later Roman Empire